# Miguel Ángel Alterach
Miguel Ángel Alterach, alias Toto (Posadas, 6 de agosto de 1922-Posadas, 9 de diciembre de 2014), fue un político y escribano argentino, que ocupó el cargo de Gobernador de Misiones entre el 25 de mayo de 1975 y el 24 de marzo de 1976, cuando es desplazado del cargo por el Proceso de Reorganización Nacional.
Con el regreso de la democracia en Argentina acaecido en 1983, resultó elegido como diputado nacional, en tres oportunidades (1985, 1989, 1996) y Vicegobernador de Misiones, para el período 1991 hasta 1995, del entonces gobernador Federico Ramón Puerta.

## Biografía
Sus padres fueron Pablo Lidoro Alterach, de padres españoles asentados en Corrientes, y Juana Esther Peralta; fue el segundo de cuatro hermanos. Se casó con María Dora Perret, a quien conoció en un baile del club Social de Posadas, con ella tuvo dos hijos, Ester, fallecida al mes de nacida, y el varón homónimo de él, que llegó a ser Ministro provincial, de Bienestar Social, Cultura y Educación en el año 1988, y de Ecología en el año 1999.
En 1940 se recibió como maestro en la Escuela Normal Mixta Estados Unidos de Brasil, de Posadas. Más tarde, ingresó al Colegio Militar de la Nación de donde egresó como subteniente de Infantería; el entonces ministro de Guerra, coronel Juan Domingo Perón, le entregó el sable de ceremonia. Tuvo como primer destino Tartagal, provincia de Salta, durante la Revolución del 43. Estando ya en Misiones, como Teniente primero, pediría la baja en 1949. Se recibió, en 1953, en la Universidad Nacional del Litoral, con sede en la ciudad de Santa Fe como escribano público nacional. Año después, y junto con la creación de la nueva Provincia de Misiones, resulta elegido diputado provincial, para integrar la primera Cámara de Representantes. Renuncia a dicho cargo público, por pedido especial del flamante primer Gobernador de la Provincia, don Claudio Arrechea, quien le encomienda la misión de organizar el primer Ministerio de Educación, y Bienestar Social, el que llevaría la denominación de Ministerio de Asuntos Sociales. En el año 1955 es desplazado junto con el gobierno que integraba por un golpe militar que derroca al entonces Presidente Juan Domingo Perón. Alterach fue parte del Movimiento Provincialista, cuya misión termina exitosamente con la decisión política del entonces Presidente Juan Domingo Perón, restituyendo a Misiones el rango de Provincia.
Bajo su breve gobierno (1975-1976), realizó obras importantes para mejorar el abastecimiento energético, culminó el pavimento de la ruta 12 hasta Puerto Iguazú y dejó inaugurada la fábrica Papel Misionero. Se bajó el sueldo, eliminó gastos reservados de ministros y legisladores como también el uso de vehículos oficiales. Todos los días asistía al despacho gubernamental caminando desde su casa, sin escolta.

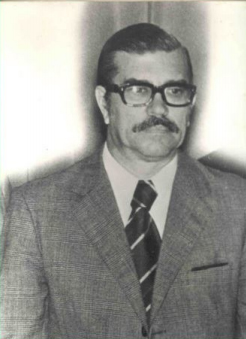
Miguel Ángel Alterach en 1975

En 1975 resulta elegido Gobernador de la Provincia de Misiones, y cumple sus funciones hasta ser desplazado, nuevamente, por otra asonada o golpe militar de facto, que se dio en llamar proceso de Reorganización Nacional, el 24 de marzo de 1976. Cabe destacar que el proceso eleccionario que lo lleva a la primera magistratura provincial, única elección llevada a cabo en la República Argentina, como consecuencia de haber perecido en un luctuoso accidente de aviación, el entonces mandatario y vice provinciales, Juan Manuel Irrazábal, y Dr. César Napoleón Ayrault. Por otra parte, esas elecciones, alcanzaron envergadura nacional, ya que se trataban de las primeras realizadas en la República Argentina, al poco tiempo del fallecimiento del entonces Presidente y líder del Movimiento Nacional Justicialista, General Juan Domingo Perón, y sirvieron como un globo de ensayo nacional, para testear el comportamiento del electorado. El triunfo electoral del escribano Miguel Ángel Alterach, logró ratificar sin ninguna duda la plena vigencia del Justicialismo como partido político mayoritario de la Argentina.
Fue miembro fundador del Colegio de Escribanos de la Provincia, en el que ocupó diversos cargos, incluso el de Presidente, siendo además el primer delegado del Colegio de Escribanos de Misiones, ante el Consejo Federal del Notariado.

## Regreso de la democracia
Junto a otros dirigentes políticos y sindicales Alterach formó parte de la Comisión de Defensa de los Legítimos Derechos de Misiones (Codelim) germen de la Multipartidaria nacional que exigiría el regreso de la democracia en el país.
Con el regreso de la democracia, fue elegido, como queda dicho, diputado nacional por su provincia en 1985 y nuevamente en 1989. En 1991 fue elegido vicegobernador de Misiones, acompañando al gobernador, Federico Ramón Puerta. En 1995 resulta nuevamente electo diputado nacional.
Es importante destacar el gran protagonismo que tuvo el escribano Alterach, junto a pocos políticos, gremialistas y empresarios de Misiones, como Ricardo Barrios Arrechea, Urrutia, Losada, Rivero, entre otros, cuando durante el entonces gobierno de facto que lo derrocara, se conformara a partir del año 1982, la Comisión de Defensa de los legítimos derechos de Misiones (CODELIM) para defender empresas del estado, e instituciones de la Provincia, que estaban siendo avasalladas por el gobierno dictatorial. Esta Comisión provincial, fue el germen de la que poco después se constituyera a nivel nacional, entre los principales partidos políticos del país, bajo el nombre de Multipartidaria, que allanara el camino para una salida democrática, y que tuviera como principales referentes, al doctor Ricardo Balbín por la Unión Cívica Radical, y al escribano Deolindo Bittel, como presidente del Partido Justicialista argentino. 
En la vida del Escribano Miguel Ángel Alterach, el compromiso con su comunidad fue una constante. La actividad política, que además de lo ya dicho, lo tuvo como uno de los principales protagonistas en la Provincia desde su génesis, ya que formó parte del Movimiento Provincialista, cuya misión termina exitosamente con la decisión política del entonces Presidente Juan Domingo Perón, elevando el rango institucional de Misiones, de territorio nacional a Provincia. Pero además, fue miembro fundador del Colegio de Escribanos de la Provincia, en el que ocupó diversos cargos, incluso el de Presidente, siendo además el primer delegado del Colegio de Escribanos de Misiones, ante el Consejo Federal del Notariado.
Asimismo en razón de haber egresado de la Escuela Normal Mixta de Posadas, como maestro normal nacional, ejerció por pocos años, la cátedra de Literatura en el Colegio Nacional Martín de Moussy.
También fue un asiduo practicante de varios deportes, como básquet y tenis, este último hasta avanzada edad. Pero donde realmente alcanzó a destacarse es en el fútbol, donde llegó a integrar la primera división del club de sus amores, y de su barrio, el Bartolomé Mitre de Posadas, como delantero derecho. Como consecuencia de su afición y habilidad por el fútbol no solo participó en el campeonato interno del Colegio Militar de la Nación, sino que integró el seleccionado de fútbol de dicha institución nacional.
Llega a ser designado presidente del Club Atlético Bartolomé Mitre (Posadas), pero además en otra ocasión le toca presidir el consorcio que se encargó de la construcción y de llevar a buen término el estadio de fútbol del Club Mitre, allá por el año 1973, por entonces el más importante el nordeste argentino, y el único con túnel, toda una novedad para la época.

## Encuentro con Juan Domingo Perón
Cabe mencionar una anécdota muy importante en la vida del escribano Miguel Ángel Alterach. Como notario, supo concurrir a Congresos Internacionales del Notariado Latino, viajes que financiaba con fondos de su peculio personal. En uno de esos viajes, allá por el año 1970 o 1971, en ocasión de encontrarse en Madrid, se le cumplen uno de sus sueños, conocer personalmente al General Juan Domingo Perón, quien hacía varios años residía allí junto a su última esposa, Isabel Perón, años después, en 1974 también Presidente de la Argentina. Para ello solicita una audiencia, cuestión que por entonces se consideraba una misión imposible, dado que el General Perón, además de ser reivindicado en su país como líder indiscutido, y no obstante vivir en el exilio desde hacía 17 años, se lo tenía como “EL” interlocutor, para los nuevos tiempos políticos en la Argentina, e incluso para personajes políticos de las grandes potencias. Contra todo pronóstico, a los dos días recibe el Escribano Alterach, la cordial invitación del General Perón, a su residencia, muy conocida en Madrid, denominada «Puerta de Hierro». Allí comparte una interesante charla por espacio de casi hora y media con el General, de lo que quedó testimonio gráfico inolvidable.- 

## Libros
Paralelamente a su carrera como Escribano y político, Alterach, fue periodista, teniendo uno de los primeros carnets acreditativos en la Provincia, habiendo escrito numerosas colaboraciones en los medios gráficos de entonces. Como tenía inquietudes literarias y de investigación histórica, escribió varios libros, tales como; «El Mensú» (1948), reeditado en 1993, «Fiebre verde» (1994), «La ciudad que ya no existe», «La expulsión de los jesuitas» (2000), «La política que yo viví», «Rudecindo el otro descubiertero» (2001), «Anécdotas para una historia menor» (2004); además, como reconocimiento a su tarea como investigador y divulgador histórico, y colaborador, fue incorporado a la Junta de Estudios Históricos de Misiones.